# Коста Кампозаско (Ђенова)
Коста Кампозаско је насеље у Италији у округу Ђенова, региону Лигурија.
Према процени из 2011. у насељу је живело 11 становника. Насеље се налази на надморској висини од 163 м.